# Tiberio Julio Festo
Tiberio Julio Festo (en latín: Tiberius Iulius Festus) fue un político y senador del Imperio romano en el siglo III, activo en el reinado del emperador Alejandro Severo (r. 222-235).
En 227-228/229 fue gobernador de la provincia de Moesia Inferior.
Se sabe que ocupó los cargos de legatus y praeses en Marcianópolis. Es posiblemente un antepasado de Julio Festo y Julio Festo Himecio.